# F4 Thailand: Boys Over Flowers
F4 Thailand: Boys Over Flowers (tiếng Thái: หัวใจรักสี่ดวงดาว; RTGS: Hua Chai Rak Si Duang Dao; tạm dịch: Trái tim yêu bốn vì sao) là bộ phim truyền hình Thái Lan phát sóng năm 2021–2022 với sự tham gia của Tontawan Tantivejakul (Tu), Vachirawit Chivaaree (Bright), Jirawat Sutivanichsak (Dew), Metawin Opas-iamkajorn (Win) và Hirunkit Changkham (Nani). Được chuyển thể từ bộ truyện tranh shoujo Nhật Bản Boys Over Flowers (花より男子, Hana Yori Dango) của Yoko Kamio. Bộ phim được xem là bản tiếng Thái của bộ phim cùng tên của Đài Loan, Nhật Bản, Hàn Quốc và Trung Quốc.
Được đạo diễn bởi Patha Thongpan và Aticha Tanthanawigrai và sản xuất bởi GMMTV và Parbdee Taweesuk, bộ phim được công bố lần đầu tiên tại sự kiện "GMMTV 2020 New & Next" của GMMTV vào ngày 15 tháng 10 năm 2019. Dàn diễn viên chính của bộ phim đã được công bố vào tháng 9 năm 2020 thông qua một đoạn teaser ngắn và trailer quảng bá phim đã được ra mắt trong sự kiện "GMMTV 2021 The New Decade Begins" vào ngày 3 tháng 12 năm 2020. Bộ phim được phát sóng vào lúc 20:30 (ICT), thứ Bảy trên GMM 25 và có mặt trên Viu vào lúc 22:30 (ICT) cùng ngày, bắt đầu từ ngày 18 tháng 12 năm 2021. Trước đó, vào ngày 11 tháng 12 năm 2021 với khung giờ trên, tập hậu trường của phim đã được phát sóng mang tên "F4 Thailand Begins: เปิดหัวใจรักสี่ดวงดาว". Bộ phim kết thúc vào ngày 9 tháng 4 năm 2022 sau thời gian gần 4 tháng lên sóng.

## Nội dung
Gorya (Tontawan Tantivejakul) là một cô gái sinh ra trong một gia đình không mấy khá giả. Cô đã có được học bổng thể thao để vào trường quốc tế. Ngoài giờ học, cô làm thêm tại tiệm bán hoa với cô bạn thân Kaning (Chanikarn Tangkabodee). Tuy nhiên, tại trường, hội F4 gồm Thyme (Vachirawit Chiva-aree), Ren (Jirawat Sutivanichsak), Kavin (Metawin Opas-iamkajorn), và MJ (Hirunkit Changkham), họ là con của những doanh nhân giàu có bậc nhất cả nước, đã tạo ra một "trò chơi" bắt nạt với "thẻ đỏ".
Gorya là cô gái duy nhất dám đứng lên để đấu tranh với F4 và cũng trở thành cô gái đầu tiên được trao "thẻ đỏ". Ren là người duy nhất trong F4 luôn giúp đỡ Gorya khiến cô luôn cảm thấy ấm áp khi ở bên nhưng anh vẫn đang vấn vương tình đầu Mira (Yongwaree Anilbol). Theo thời gian, Thyme dần có tình cảm với Gorya, tính cách của anh cũng vì cô mà dần thay đổi, khiến cô cũng dần trở nên rung động.

## Diễn viên

### Diễn viên chính
- Tontawan Tantivejakul (Tu) vai Gorya
- Vachirawit Chivaaree (Bright) vai Thyme
- Metawin Opas-iamkajorn (Win) vai Kavin
- Jirawat Sutivanichsak (Dew) vai Ren
- Hirunkit Changkham (Nani) vai MJ

### Diễn viên phụ
- Chanikarn Tangkabodee (Prim) vai Kaning (bạn thân của Gorya)
- Cindy Bishop vai Roselyn (mẹ của Thyme)
- Maria Poonlertlarp vai Tia (chị của Thyme)
- Yongwaree Anilbol (Fah) vai Mira (mối tình thời thơ ấu của Ren)
- Niti Chaichitathorn (Pompam) vai Gawao (chủ tiệm hoa Gorya làm việc)
- Pansa Vosbein (Milk) vai Lita (hôn thê của Thyme)
- Pisamai Wilaisak (Mee) vai Yu (quản gia nhà Thyme)
- Wanwimol Jaenasavamethee (June) vai Hana
- Nattawat Jirochtikul (Fourth) vai Glakao (em trai của Gorya)
- Mayurin Pongpudpunth (Kik) vai Busaba (mẹ của Gorya)
- Wachara Pan-iem (Jeab) vai Sanchai Jundee (bố của Gorya)
- Kay Lertsittichai vai Talay
- Kanaphan Puitrakul (First) vai Phupha
- Kittipol Kesmanee (Pu) vai Pruek

### Khách mời
- Suphitcha Subannaphong (Jomjam) vai nữ chính trong phim "Flower Over Boy"
- Suam Sukhapat Lohwacharin (Suam) vai nam chính trong phim "Flower Over Boy"
- Ishikawa Plowden (Luke) vai Dominique
- Punnathorn Pornprasit (Kuma) vai Thyme (nhỏ)
- Jakkarapath Puangpath (Punpun) vai Ren (nhỏ)
- Sarush Usawakosee (Third) vai Kavin (nhỏ)
- Wutthiphat Khamsopha (Namo) vai MJ (nhỏ)
- Onew vai Mira (nhỏ)
- Phingphing vai Hana (nhỏ)
- Khunakorn Kirdpan (Co) vai bố của Kaning
- Neen Suwanamas vai Mona
- Chanagun Arpornsutinan (Gunsmile) vai Tesla
- Ratchanon Kanpiang (Non)
- Nancy Darina Boonchu (Nancy)
- Ployshompoo Supashap (Jan) vai Aum
- Chinnarat Siriphongchawalit (Mike)
- Nonthakorn Chatchue (Rossi)

## Các tập phát sóng
| TT. | Tiêu đề                   | Ngày phát sóng gốc   |
| --- | ------------------------- | -------------------- |
| 1 | "Dấu vết của sao băng"    | 18 tháng 12 năm 2021 |
| Gorya là con của một gia đình nghèo, đã xuất sắc có được học bổng thể thao để theo học Trường Trung học Quốc tế Kocher. Tại đây, bắt nạt là một vấn đề nhức nhối, đi kèm với đó là danh tiếng của nhóm F4. Những ai bị F4 cho "thẻ đỏ" sẽ bị những học sinh khác trong trường bắt nạt, đánh đập tuỳ thích đến mức thôi học. Một lần, Hana vô tình làm đổ mì lên giày của Thyme, Gorya đã đứng ra bảo vệ và bị cho "thẻ đỏ". Sau nhiều lần bị bắt nạt, đỉnh điểm là việc Thyme đã rạch nát chiếc giày mẹ tặng, Gorya thẳng thừng tuyên bố sẽ chiến đấu với tất cả những gì mà Thyme làm. |                           |                      |
| 2 | "Lần đụng độ thứ hai"     | 25 tháng 12 năm 2021 |
| Clip Gorya đá Thyme đã được đăng lên MXH. Phần đa mọi người đều chỉ trích cô nhưng vẫn có một vài người bênh vực và ủng hộ hành động này của nàng cỏ. Thyme yêu cầu Gorya quay clip xin lỗi, đổi lại cô sẽ nhận được quần áo, trang sức và cả xe hơi nhưng cô đã từ chối. Thyme thấy Gorya khá thân với Hana nên đã trao Hana "thẻ đỏ" nhưng rồi Gorya lại kịp thời ứng cứu cô ấy. Mira, bạn thời nhỏ của Ren, quay trở về từ Pháp và mở tiệc mừng. Hội Sanchai mời Gorya đến bữa tiệc để trêu trọc cô nhưng rồi Mira đứng ra bảo vệ và tặng cô bộ đồ mới. Thyme thấy Ren quá quan tâm tới Gorya nên đã ẩu đả với anh. Lúc đó, Gorya đứng ra cản Thyme và rồi vô tình ngã xuống, chạm môi nhau.                                                                          |                           |                      |
| 3 | "Máy bay giấy"            | 8 tháng 1 năm 2022   |
| Sau vụ tai nạn, Thyme và Ren cạch mặt nhau khiến dân tình đồn đoán là F4 đang lục đục. Mira đột ngột đưa ra quyết định sẽ bỏ mọi thứ ở quê nhà, bao gồm cả Ren, để sang Pháp làm luật sư. Trong khi đó, Thyme tiếp tục mua hẳn một chiếc xe buýt để theo Gorya và rồi bị Tia ngăn lại. Ren đưa Gorya đến gặp Mira và Gorya đã cầu xin Mira đừng đi Pháp nhưng Mira vẫn kiên quyết với quyết định của mình. Ren trách móc Gorya vì nghĩ cô đang quá xâm phạm chuyện riêng tư của mình và rồi anh được Gorya khuyên nên thử cố gắng dù cho có thất bại đi chăng nữa. Vì thế, Ren quyết định theo Mira để thử cố gắng. Thyme, với sự ủng hộ của Tia, đã hẹn Gorya đi chơi nhưng do Gorya tưởng rằng Thyme đang trêu mình nên cho anh "leo cây" dưới mưa.                    |                           |                      |
| 4 | "Chiếc cửa hỏng"          | 15 tháng 1 năm 2022  |
| Thyme và Gorya lần đầu đi hẹn hò cùng nhau và rồi cả hai mắc kẹt trong tầng hầm lạ. Đêm đó, Thyme đã đưa ra quyết định sẽ huỷ thẻ đỏ. Về nhà, Gorya phát hiện bố mình đã theo một tờ rơi để vay nặng lãi với số tiền lớn. Cô phải đi làm nhiều việc để kiếm tiền và bị dụ làm trong club. Thyme bất ngờ tuyên bố cả hai đang hẹn hò. Kavin và MJ cảnh báo cả hai về những khó khăn mà họ sẽ phải đối diện. Đồng thời cũng nhờ Kaning khuyên nhủ Gorya nhưng cô đã từ chối. Thyme đến nhà Gorya chơi và nhận được sự chào đón nồng nhiệt từ gia đình cô. Ngày hôm sau, bất ngờ những hình anh của Gorya khi cô làm việc trong club lại bị tung lên. |                           |                      |
| 5 | "Mặt nạ gương"            | 22 tháng 1 năm 2022  |
| Gorya cố gắng nói sự thật về những tấm hình nhưng Thyme không tin. Kavin và MJ nghi ngờ về việc này và bắt tay vào điều tra. Hana bất ngờ xuất hiện trong bar và đánh thuốc Thyme. Hana dùng điện thoại Thyme để trả lại thẻ đỏ đã huỷ trước đó của Gorya khiến cô liên tục gặp nguy hiểm. Kavin và MJ cuối cùng đã điều tra ra được rằng Hana là cô bé đã từng thích Thyme nhưng không được đáp lại do lúc bấy giờ cô không được xinh đẹp. Sau đó, cô quyết định đổi tên và phẫu thuật để cải thiện nhan sắc và quay lại chinh phục Thyme lần nữa nhưng lại vấp phải Gorya. Thyme đã ngăn được Hana và đến giải cứu Gorya kịp thời. Trong lúc ngủ mơ, Gorya đã vô tình đồng ý làm bạn gái Thyme và bị anh trêu chọc về chuyện đó. Cuối tập, Ren bất ngờ trở về từ Pháp. |                           |                      |
| 6 | "Hội chứng hoa Tuilip"    | 29 tháng 1 năm 2022  |
| 7 | "Bốn bông hoa"            | 5 tháng 2 năm 2022   |
| 8 | "Thì hiện tại hoàn thành" | 12 tháng 2 năm 2022  |
| 9 | "Sự cố của 1%"            | 19 tháng 2 năm 2022  |
| 10 | "Cỗ máy thời gian"        | 26 tháng 2 năm 2022  |
| 11 | "Sự chuộc lỗi"            | 5 tháng 3 năm 2022   |
| 12 | "Mối quan hệ định sẵn"    | 12 tháng 3 năm 2022  |
| 13 | "Sân thượng của ngày mai" | 19 tháng 3 năm 2022  |
| 14 | "Bàn cờ"                  | 26 tháng 3 năm 2022  |
| 15 | "Miền đất không thể"      | 2 tháng 4 năm 2022   |
| 16 | "Mưa sao băng"            | 9 tháng 4 năm 2022   |

## Nhạc phim
| Tên bài hát                                                   | Thể hiện | Ref.   |
| ------------------------------------------------------------- | --- | ------ |
| Who am I                                                      | Vachirawit Chiva-aree (Bright) Metawin Opas-iamkajorn (Win) Jirawat Sutivanichsak (Dew) Hirunkit Changkham (Nani) | [ 6 ]  |
| Shooting Star                                                 | Vachirawit Chiva-aree (Bright) Metawin Opas-iamkajorn (Win) Jirawat Sutivanichsak (Dew) Hirunkit Changkham (Nani) | [ 7 ]  |
| In the Wind                                                   | Jirawat Sutivanichsak (Dew)                                                                                       | [ 8 ]  |
| โลกของฉันคือเธอ (You Mean the World) (Lok Khong Chan Khue Thoe) | Gawin Caskey (Fluke)                                                                                              | [ 9 ]  |
| One Last Cry                                                  | Violette Wautier                                                                                                  | [ 10 ] |
| Nighttime                                                     | Vachirawit Chiva-aree (Bright)                                                                                    | [ 11 ] |
| Best life                                                     | Hirunkit Changkham (Nani)                                                                                         | [ 12 ] |
| แสงที่ปลายฟ้า (Silhouette) (Saeng Thi Plai Fa)                   | Metawin Opas-iamkajorn (Win)                                                                                      | [ 13 ] |

## Đón nhận

### Rating truyền hình Thái Lan
- Trong bảng dưới đây, màu xanh biểu thị rating thấp nhất và màu đỏ biểu thị rating cao nhất.

| Tập        | Ngày phát sóng       | Tiêu đề tập             | Tỷ lệ rating trung bình | Ref.    |
| ---------- | -------------------- | ----------------------- | ----------------------- | ------- |
| 0          | 11 tháng 12 năm 2021 | F4 Thailand Begins      | 0.098%                  | [ 14 ]  |
| 1          | 18 tháng 12 năm 2021 | Dấu vết của sao băng    | 0.276%                  | [ 15 ]  |
| 2          | 25 tháng 12 năm 2021 | Lần đụng độ thứ hai     | 0.404%                  | [ 16 ]  |
| 3          | 8 tháng 1 năm 2022   | Máy bay giấy            | 0.4%                    | [ 17 ]  |
| 4          | 15 tháng 1 năm 2022  | Cánh cửa hỏng           | 0.5%                    | [ 18 ]  |
| 5          | 22 tháng 1 năm 2022  | Mặt nạ gương            | 0.431%                  | [ 19 ]  |
| 6          | 29 tháng 1 năm 2022  | Hội chứng hoa Tuilip    | 0.494%                  | [ 20 ]  |
| 7          | 5 tháng 2 năm 2022   | Bốn bông hoa            | 0.334%                  | [ 21 ]  |
| 8          | 12 tháng 2 năm 2022  | Thì hiện tại hoàn thành | 0.473%                  | [ 22 ]  |
| 9          | 19 tháng 2 năm 2022  | Sự cố của 1%            | 0.456%                  | [ 23 ]  |
| 10         | 26 tháng 2 năm 2022  | Cỗ máy thời gian        | 0.670%                  | [ 24 ]  |
| 11         | 5 tháng 3 năm 2022   | Sự chuộc lỗi            | 0.662%                  | [ 25 ]  |
| 12         | 12 tháng 3 năm 2022  | Mối quan hệ định sẵn    | 0.385%                  | [ 26 ]  |
| 13         | 19 tháng 3 năm 2022  | Sân thượng của ngày mai | 0.443%                  | [ 27 ]  |
| 14         | 26 tháng 3 năm 2022  | Bàn cờ                  | 0.248%                  | [ 28 ]  |
| 15         | 2 tháng 4 năm 2022   | Miền đất không thể      | 0.295%                  | [ 29 ]  |
| 16         | 9 tháng 4 năm 2022   | Mưa sao băng            | 0.489%                  | [ 30 ]  |
| Trung bình | Trung bình           | Trung bình              | 0.441%1                 | 0.441%1 |

^1  Dựa vào tỷ lệ rating trung bình mỗi tập.

## Sản xuất
Sau khi được công bố vào ngày 15 tháng 10 năm 2019, một vài cái tên dành cho vị trí diễn viên chính đã được cư dân mạng Thái Lan đề cập trên mạng.
Vào ngày 16 tháng 9 năm 2020, gần một năm kể từ khi được công bố, GMMTV chính thức tiết lộ các diễn viên sẽ đảm nhận vai chính của bộ phim nói trên. Các nghệ sĩ hiện tại của GMMTV là Bright Vachirawit Chivaaree và Win Metawin Opas-iamkajorn, hai nam diễn viên mới đây đã thủ vai chính trong 2gether: The Series và Still 2gether, sẽ vào vai hai thành viên trong hội F4 tại dự án đặc biệt này trong năm 2021 cùng với các gương mặt mới là Tu Tontawan Tantivejakul, Nani Hirunkit Changkham và Dew Jirawat Sutivanisak. Sau khi biết rằng Bright và Win sẽ vào vai chính tại F4 Thailand, vài người hâm mộ trực tuyến đã bày tỏ sự bất ngờ của mình cho loại hình vai diễn mới của họ nhưng cũng có một vài lại coi đây là một quyết định sai lầm của nhà đài.
Về lý do tại sao GMMTV lại quyết định mua bản quyền sản xuất bản Thái Lan cho bộ truyện Boys Over Flowers, Sataporn Panichraksapong - giám đốc điều hành của GMMTV - cho biết bộ phim này đã nhận được nhiều đánh giá tích cực và chứa đựng những vấn đề xã hội đang rất thích hợp với xã hội Thái Lan lúc này. Ông cũng tiết lộ rằng Parbdee Taweesuk sẽ được giao trọng trách sản xuất bộ phim vì công ty đã từng hợp tác với họ trong một số dự án trước đó. Các dự án hợp tác với Parbdee Taweesuk bao gồm bộ phim truyền hình đình đám, The Gifted (2018).

## Phát sóng tại nước ngoài
- Tại Philippines, F4 Thailand: Boys Over Flowers đã được mua bản quyền bởi ABS-CBN, cùng với 4 bộ phim khác do GMMTV sản xuất trong năm 2021. Bộ phim được phát hành trực tuyến thông qua iWantTFC vào 21:30 (PST), thứ Bảy, bắt đầu từ ngày 18 tháng 12 năm 2021, phát sóng đồng thời với Thái Lan và vào lúc 20:30, Chủ nhật trên Kapamilya Channel, Kapamilya Online Live và A2Z, bắt đầu từ ngày 19 tháng 12 năm 2021 với lồng tiếng Philippines.[36][37]

## Giải thưởng và đề cử
| Năm  | Giải thưởng      | Hạng mục       | Tác phẩm/Nhân vật được đề cử   | Kết quả | Refs.  |
| ---- | ---------------- | -------------- | ------------------------------ | ------- | ------ |
| 2022 | Kazz Awards 2022 | The Best Scene | F4 Thailand: Boys Over Flowers | Đề cử   | [ 38 ] |